# Paolo Peluffo
Paolo Peluffo (Savona, 26 maggio 1963) è un giornalista e scrittore italiano.
È stato portavoce del Presidente della Repubblica Carlo Azeglio Ciampi dal maggio 1999 al giugno 2006. Dal novembre 2011 al maggio 2013 è stato Sottosegretario alla Presidenza del Consiglio dei Ministri per la Comunicazione e l'Editoria nel Governo Monti e dal 2018 al 2021 Segretario Generale del CNEL. Dal 2006 è magistrato della Corte dei Conti.

## Biografia

### Formazione
È nato a Savona il 26 maggio 1963. Consegue il diploma di maturità presso il Liceo Classico Gabriello Chiabrera di Savona nel luglio 1982 e nell'ottobre dello stesso anno vince il concorso nazionale di ammissione per il corso ordinario della Scuola Normale Superiore di Pisa nella classe di Lettere (corso di laurea in Filosofia).
Allievo di Eugenio Garin, Paolo Cristofolini, Claudio Cesa e Nicola Badaloni si laurea con lode nel novembre 1986 con una tesi su Spinoza e Malebranche sui rapporti tra leggi fisiche e concezione della materia nella filosofia del Seicento. Nel luglio 2022 consegue la laurea magistrale con lode in Giurisprudenza presso l'Università degli Studi di Roma “Unitelma Sapienza” con una tesi sugli aspetti costituzionali del Piano Nazionale di Ripresa e Resilienza (PNRR).

### Giornalismo
Dopo uno stage Montedison presso Il Messaggero nel 1986, viene assunto nel 1988 (direttore Mario Pendinelli) come redattore e assegnato al servizio economia e finanza.  Giornalista professionista dal 1990, viene promosso capo servizio nel 1994 e nel 1995 vice-caporedattore dal direttore Giulio Anselmi. Nel periodo in cui fa parte della redazione economica segue tutto il negoziato per la nascita della moneta unica europea, da inviato speciale nei più importanti vertici monetari internazionali (G7, G8, Consigli europei, Fondo Monetario Internazionale, Banca dei Regolamenti Internazionali). È presente a Maastricht nel dicembre 1991. Svolge il compito di inviato speciale per la riunificazione tra le due Germanie nel 1990.

### Incarichi istituzionali
Nell'aprile 1993, è designato dal Presidente del Consiglio, Carlo Azeglio Ciampi all'incarico di Capo dell'Ufficio Stampa di Palazzo Chigi e portavoce del Premier. Partecipa al G7 di Tokyo e alla preparazione del G7 di Napoli.
Nel maggio del 1996 segue Ciampi come portavoce del Ministro del Tesoro, capo dello segreteria del Ministro del Bilancio, dedicandosi alla comunicazione per l’ingresso dell’Italia nella moneta unica. Nel Comitato strategico per l’introduzione dell’euro, presieduto da Roberto Pinza e Tommaso Padoa Schioppa, è il responsabile della comunicazione e redige il piano strategico della campagna che verrà premiata al Prix Italia del 1999. Realizza il televoto per la scelta delle immagini sulle monete-euro italiane nel febbraio 1998 (Domenica In con Fabrizio Frizzi, Rai Uno). Partecipa, come componente della delegazione italiana, a tutti i consigli Ecofin e Consigli europei del periodo 1996-1999.
Nel dicembre 1998 viene nominato, con DPR, dirigente generale nei ruoli del Ministero del Tesoro e del Bilancio.
Nel maggio del 1999 diventa Consigliere per la Stampa e l'Informazione del Presidente della Repubblica e direttore dell’Ufficio Stampa del Quirinale, incarico che mantiene fino al giugno 2006. In tale veste elabora per il Presidente Ciampi il progetto strategico di patriottismo repubblicano e di rilancio dell’identità nazionale con la ricostruzione delle ritualità civili, della festa del 2 giugno, del sistema simbolico e rappresentativo dei valori repubblicani; collabora con Arrigo Levi nel progetto del percorso nella memoria storica (Cefalonia, El Alamein, Tambov etc.).
Eletto nel 2004 vicepresidente della Società Dante Alighieri (incarico che ricopre fino al novembre 2019), si dedica alla realizzazione del nuovo logo; è responsabile editoriale della Società; progetta un generale rilancio della promozione della cultura italiana nel mondo, tra l’altro, con il LXXVII Congresso Internazionale della Società Dante Alighieri  (settembre 2005), e con l’ideazione dell’edizione cinematografica integrale della Divina Commedia, “In Viaggio con Dante” (regia di Lamberto Lambertini), opera di 21 ore di film.
Nell’aprile 2006 viene nominato consigliere della Corte dei Conti. Viene assegnato alla Sezione Regionale di Controllo per la Toscana a Firenze, dove svolge anche il compito di consigliere delegato per il controllo di legittimità degli atti delle amministrazioni centrali dello Stato presenti in regione. È relatore del giudizio di parifica del rendiconto generale della Regione Toscana dal 2015 al 2018.
Dal luglio 2006 al maggio 2008 ricopre l’incarico di Capo del Dipartimento per l'Informazione e l'Editoria della Presidenza del Consiglio. In questa veste firma il primo protocollo d’intesa tra il Dipartimento e la Guardia di Finanza per rafforzare i controlli sui contributi pubblici all’editoria.
Dal novembre 2009 al luglio 2011, su indicazione del Presidente della Repubblica Giorgio Napolitano, viene incaricato dal Presidente del Consiglio Silvio Berlusconi di coordinare il programma del 150º Anniversario dell’Unità d’Italia, nell’ambito del Comitato per le celebrazioni presieduto da Carlo Azeglio Ciampi e successivamente da Giuliano Amato. È l’autore del progetto dei “Luoghi della Memoria”, tra cui il progetto di allestimento del Memoriale Garibaldi nell’Isola di Caprera, il riallestimento della Domus Mazziniana di Pisa, il Museo della Memoria garibaldina di Porta San Pancrazio a Roma, la stele con i nomi dei Mille a Genova Quarto, il muro con il testo integrale della Costituzione della Repubblica Romana (1849) al Gianicolo, e altri.
Nel novembre 2011 viene nominato Sottosegretario di Stato alla Presidenza del Consiglio dei ministri del Governo Monti, con delega all'Informazione e alla Comunicazione. Nel gennaio 2012 riceve dal Consiglio dei Ministri la delega all'Editoria e al coordinamento amministrativo. È proponente della legge 103 del 16 luglio 2012 (conversione del decreto legge 18 maggio 2012 n. 63) di riforma dei contributi pubblici all’editoria. È inoltre proponente della istituzione della solennità civile del 17 marzo (legge 222 del 23 novembre 2012) di cui firma la circolare attuativa tuttora in vigore. Visita i cimiteri-sacrari della Grande Guerra (Redipuglia, Oslavia, Montello, Asiago, Pasubio, Castel Dante - Rovereto, etc.) in vista del 100º anniversario della Vittoria nel 1918.
Dal gennaio 2018 all'ottobre 2021 è stato Segretario Generale del CNEL, il Consiglio Nazionale dell'Economia e del Lavoro, e in tale incarico si è dedicato alla ricostruzione dei regolamenti e delle procedure di emanazione degli atti tipici dell’Organo costituzionale previsto dall’articolo 99 della Costituzione, in attuazione della legge 936/1986. Ha avviato la ricerca storica sull’Organo e la riorganizzazione dell’archivio storico e della biblioteca.. 
Dal novembre 2021 è assegnato come Consigliere alla Sezione delle Autonomie presso la Sede centrale della Corte dei Conti a Roma.
Viene promosso nel dicembre 2023 a presidente di sezione della Corte dei conti e da gennaio 2024 esercita le funzioni di presidente aggiunto della Sezione di controllo per la Regione Siciliana. 

### Ricerche di Storia economica
Come autore di saggi di storia economica, ha raccolto le memorie di Guido Carli nel 1993, poco prima della sua scomparsa, in un volume che resta un punto di riferimento per la ricerca storiografica in particolare per la elaborazione della teoria del “vincolo esterno”. Si è poi dedicato alla raccolta delle memorie politiche e teoriche del premio Nobel per l’Economia, Franco Modigliani. Infine, ha redatto una ampia biografia del Presidente Carlo Azeglio Ciampi che raccoglie nel dettaglio, con materiali inediti, il negoziato per l’ingresso nella moneta unica degli anni 1996-1999. 
Dal 1999 al 2019 è stato componente della giuria del Premio letterario Procida, Elsa Morante, Isola di Arturo.
Collabora stabilmente con la rivista italiana di geopolitica Limes.
È sposato, con tre figlie.

## Pubblicazioni
- Paolo Peluffo (a cura di), Laplace, Saggio sulle Probabilità, Theoria, 1987.
- Guido Carli, Le due anime di Faust. Scritti di Economia e Politica, a cura di Paolo Peluffo, Bari, Laterza, 1995, ISBN 88-420-4848-8.
- Guido Rey e Paolo Peluffo (a cura di), Dialogo tra un professore e la Banca d'Italia: Modigliani, Carli e Baffi, Firenze, Vallecchi, 1995, ISBN 88-8252-039-0.
- Paolo Peluffo, La presenza dello Stato nell'economia. In ISCOA, Saggi per il cinquantenario della Repubblica Italiana, Roma, ISCOA, 1996.
- Guido Carli, Cinquant'anni di vita italiana, a cura di Paolo Peluffo, Bari, Laterza, 1993, ISBN 88-420-4973-5.
- Paolo Peluffo (a cura di), Storia del Mediocredito Centrale, Bari, Laterza, 1999, ISBN 88-420-5258-2.
- Franco Modigliani, Paolo Peluffo, Avventure di un economista: la mia vita, le mie idee, la nostra epoca, Roma-Bari, Laterza, 1999
- Paolo Peluffo, Carlo Azeglio Ciampi. L'uomo e il presidente, Milano, Rizzoli - BUR, 2007, ISBN 978-88-17-03118-9.
- Paolo Peluffo, La riscoperta della patria, Milano, Rizzoli (collana Saggi Italiani), 2008, ISBN 978-88-17-00909-6.
- Paolo Peluffo, La riscoperta della patria. Perché il 150° dell'Unità d'Italia è stato un successo, Milano, BUR, maggio 2012, ISBN 978-88-17-05283-2.
- Paolo Peluffo, Paola David, Giuseppe Garibaldi jr. e Anna Villari (a cura di), Volturno 1860. L'ultima battaglia dei Mille. Catalogo della mostra (Reggia di Caserta), Milano, Silvana Editoriale, dicembre 2010, ISBN 978-88-366-1880-4.
- Paolo Peluffo (a cura di), La bandiera proibita. Il Tricolore prima dell'Unità. Catalogo della mostra (Reggio Emilia, Palazzo Casotti), Milano, Silvana Editoriale, marzo 2011, ISBN 978-8836619658.
- Paolo Peluffo, Maria Canella e Paola Zatti (a cura di), Cronaca di una Rivoluzione. Immagini e luoghi delle Cinque giornate di Milano. Catalogo della mostra (Milano, Museo del Risorgimento), Milano, Silvana Editoriale, 2011, ISBN 978-88-366-2010-4.
- Paolo Peluffo e Paolo Cirri (a cura di), L'Italia ricorda il 23 marzo 1849. Dalla Battaglia all'Unità il percorso del Risorgimento a Novara. Catalogo della mostra (Novara, Complesso del Broletto), Novara, Interlinea, 2011, ISBN 978-88-8212-781-7.
- Paolo Peluffo (a cura di), Il memoriale in cui è incisa la nostra storia. Quarto 5 maggio 1860, Roma, Gangemi editore, 2011, ISBN 978-88-492-2032-2.
- Paolo Peluffo, Giuliano Amato, Alfabeto italiano. Fatti e persone di una storia al presente, Milano, Università Bocconi Editore, 2011, ISBN 978-88-8350-162-3.
- Paolo Peluffo, Lauro Rossi e Anna Villari (a cura di), Garibaldi e la spedizione dei Mille, Milano, Silvana Editoriale, 2012, ISBN 978-8836622047.
- Paolo Peluffo, L'inattualità di Ciampi. Le ragioni politiche del suo patriottismo repubblicano in  Carlo Azeglio Ciampi. 1920-2020. Vol. 2 "Gli anni della formazione e la Presidenza della Repubblica, Pisa, Edizioni della Normale, 2021, ISBN 978-887642-705-3.
- Paolo Peluffo, Grandezza del Risorgimento, in Limes n.5/2018 "Quanto vale l'Italia"
- Paolo Peluffo, Ciampi volle l’Euro per salvare l’unità d’Italia, in Limes n.10/2019 "Il Muro Portante"
- Paolo Peluffo, Un vincolo interno per il vincolo esterno, in Limes n.4/2020 "Il vincolo interno"